# Fernando Daqua
Fernando Daqua est un homme politique santoméen. Il est ministre de la Défense et de l'Ordre intérieur de 2002 à 2003 dans le VIIIe gouvernement. Il est dispensé durant le coup d'État militaire de Fernando Pereira, qui s'est déroulé du 16 juillet au 23 juillet 2003,.